# イボア (1814年生の競走馬)
イボア（Ebor、1814年 - 1822年4月4日）は、19世紀前半のイギリスの競走馬。現役時は1817年から1819年にかけてイングランドのヨークとドンカスターで走り6戦4勝。唯一の大レース勝ち鞍となった1817年のセントレジャーステークスは本命馬ブラックロックの騎乗ミスによる番狂わせであり、物議を醸した。引退後は種牡馬となるも、早世したため目立った繁殖成績を挙げることはできなかった。

## 生涯
イボアは頭の星と左後肢の白を持つ鹿毛の牡馬であった。ヨークシャー州ベデールでヘンリー・パースによって生産され、そのままパースの所有馬として彼の「白と麦藁色の勝負服」で走った。
父のオーヴィルは1802年のセントレジャーステークスなど多数の競走に勝ち、種牡馬としても1812年にオクタヴィウスがダービーステークスを制覇していた。母コンスタンシア (Constantia) は19号族b分枝の牝祖で、イボアの他に名繁殖牝馬となるリゼッタも産んでいる。

### 競走馬時代
3歳時の1817年5月22日にヨーク競馬場芝2マイルの競走でデビューし、6頭立ての3着に敗れた。春の出走はこの1戦だけで、続いて9月22日にドンカスター競馬場で開催された第42回セントレジャーステークスに向かった。
セントレジャーではリチャード・ワット (Richard Watt) が所有するホワイトロック産駒の無名馬（後にブラックロックと命名される）がオッズ4対5（1.8倍）と本命視される一方、ロバート・ジョンソン (Robert Johnson) が騎乗するイボアは20対1（21倍）の人気薄だった。直線で先頭に立ったブラックロックはそのまま楽勝しそうに見え、以前から「駈歩で勝ってみせる」と豪語していたジョン・ジャクソン騎手はラチ沿いに猛然と追い込むイボアに気付かずに手綱を緩めた。観衆の叫び声でジャクソンが察したときは手遅れで、イボアがクビ差で勝利した。
ジャクソンは大きな批判を受けたものの、それでも八百長（敗退行為）ではなく自信過剰による不注意騎乗だろうというのが一般的な見方だった。1819年の「スポーティング・マガジン」誌は同年のゴールドカップへ出走するブラックロックの記事でこのセントレジャーを「名勝負 (admirable race)」と回顧したが、同時に誰もがブラックロックの方が優れた馬だと評価しており、敗因は「騎手の不注意 (the inattention of his rider)」だったとも書いている。なおジョセフ・スミス・フレッチャーは1902年の著書“The history of the St. Leger stakes”において、ブラックロックがスピードを落としたのは管理調教師のトミー・サイクス (Tommy Sykes) が標柱 (distance-post) の側から「手綱を引け」と大声でジャクソンへ指示したためで、敗れたのは完全にサイクスに責任があるとしている。
4歳時のイボアは3戦3勝だったが、トップレベルの競走に出走したわけではなかった。初戦は1818年8月17日にヨーク競馬場で行われた4歳牡馬牝馬を対象とした Produce Sweepstakes（芝4マイル）で、1番人気であったイボアの姪がスタートで落馬し、唯一の競走相手となったミルトン子爵のドナロドリゲス (Donna Rodriguez) に勝利した。続いて3日後の Sweepstakes（ヨーク競馬場・芝2マイル）で第4代フィッツウィリアム伯爵のアンセルモ (Anselmo) を破った。3戦目は9月21日のドンカスター競馬場で行われた Produce Sweepstakes（芝4マイル）だったが、他の登録馬4頭が出走を取り消したため単走で勝利した。
1819年はセントレジャーと同日の9月18日にドンカスター競馬場で開催されたフィッツウィリアムステークス（Fitzwilliam Stakes、芝1マイル半の馬齢重量戦）に出走し、ジョージ・レーン＝フォックス所有のマーリン (Merlin) の2着だった。5歳時はこれ1戦のみで現役を引退、種牡馬入りした。

### 種牡馬時代
イボアはヨークシャー州ベデール近くにヘンリー・パースが所有したスネイプホールスタッド (Snape Hall stud) に種牡馬として繋養された。しかし1822年4月4日に「腸炎 (inflammation of the bowels)」で急死し、種牡馬としての実績を挙げる機会はほとんどなかった。

## 血統表
| Eborの血統      | Eborの血統                                                                                          | Eborの血統                                                                                          | （血統表の出典）                                                                                    | （血統表の出典） |
| 父系            | エクリプス系                                                                                        | エクリプス系                                                                                        | エクリプス系                                                                                        | [ § 2 ]          |
| 父 Orville      | 父の父Beningbrough                                                                                  | King Fergus                                                                                         | Eclipse                                                                                             | Eclipse          |
| 父 Orville      | 父の父Beningbrough                                                                                  | King Fergus                                                                                         | Polly                                                                                               |                  |
| 父 Orville      | 父の父Beningbrough                                                                                  | Herod Mare                                                                                          | Herod                                                                                               | Herod            |
| 父 Orville      | 父の父Beningbrough                                                                                  | Herod Mare                                                                                          | Pyrrha                                                                                              |                  |
| 父 Orville      | 父の母Evelina                                                                                       | Highflyer                                                                                           | Herod                                                                                               | Herod            |
| 父 Orville      | 父の母Evelina                                                                                       | Highflyer                                                                                           | Rachel                                                                                              |                  |
| 父 Orville      | 父の母Evelina                                                                                       | Termagant                                                                                           | Tantrum                                                                                             | Tantrum          |
| 父 Orville      | 父の母Evelina                                                                                       | Termagant                                                                                           | Cantatrice                                                                                          |                  |
| 母 Constantia   | 母の父Walnut                                                                                        | Highflyer                                                                                           | Herod                                                                                               | Herod            |
| 母 Constantia   | 母の父Walnut                                                                                        | Highflyer                                                                                           | Rachel                                                                                              |                  |
| 母 Constantia   | 母の父Walnut                                                                                        | Maiden                                                                                              | Matchem                                                                                             | Matchem          |
| 母 Constantia   | 母の父Walnut                                                                                        | Maiden                                                                                              | Squirt Mare                                                                                         |                  |
| 母 Constantia   | 母の母Contessina                                                                                    | Young Marske                                                                                        | Marske                                                                                              | Marske           |
| 母 Constantia   | 母の母Contessina                                                                                    | Young Marske                                                                                        | Blank Mare                                                                                          |                  |
| 母 Constantia   | 母の母Contessina                                                                                    | Tuberose                                                                                            | Herod                                                                                               | Herod            |
| 母 Constantia   | 母の母Contessina                                                                                    | Tuberose                                                                                            | Grey Starling                                                                                       |                  |
| 母系(F-No.)     | 19号族(FN:19-b)                                                                                     | 19号族(FN:19-b)                                                                                     | 19号族(FN:19-b)                                                                                     | [ § 3 ]          |
| 5代内の近親交配 | Highflyer: S3×M3, Herod: S4×S4×M4×M4, Matchem: M4×S5, Marske: M4×S5, Blank: S5×M5×M5, Squirt: M5×M5 | Highflyer: S3×M3, Herod: S4×S4×M4×M4, Matchem: M4×S5, Marske: M4×S5, Blank: S5×M5×M5, Squirt: M5×M5 | Highflyer: S3×M3, Herod: S4×S4×M4×M4, Matchem: M4×S5, Marske: M4×S5, Blank: S5×M5×M5, Squirt: M5×M5 | [ § 4 ]          |
| 出典            | 1. 2. 3. 4.                                                                                         | 1. 2. 3. 4.                                                                                         | 1. 2. 3. 4.                                                                                         | 1. 2. 3. 4.      |